# Крістіан Бермудес
Крістіан Бермудес (ісп. Christian Bermúdez, нар. 26 квітня 1987, Мехіко) — мексиканський футболіст, півзахисник клубу «Атланте».
Виступав за національну збірну Мексики, у складі якої — володар Золотого кубка КОНКАКАФ.

## Клубна кар'єра
Народився 26 квітня 1987 року в місті Мехіко. Вихованець футбольної школи клубу «Атланте». Дорослу футбольну кар'єру розпочав 2006 року в основній команді того ж клубу, в якій провів шість сезонів, взявши участь у 178 матчах чемпіонату. Більшість часу, проведеного у складі «Атланте», був основним гравцем команди.
Своєю грою за цю команду привернув увагу представників тренерського штабу клубу «Америка», до складу якого приєднався 2012 року. Відіграв за команду з Мехіко наступні два сезони своєї ігрової кар'єри. Граючи у складі «Америки» також здебільшого виходив на поле в основному складі команди.
Згодом з 2014 по 2020 рік грав у складі команд «Керетаро», «Хагуарес Чьяпас», «Пуебла», «Хагуарес Чьяпас», «Кафеталерос де Тапачула» та «Атлетіко Веракрус».
До складу клубу «Атланте» приєднався 2021 року. Станом на 16 серпня 2024 року відіграв за мексиканську команду 83 матчі в національному чемпіонаті.

## Виступи за збірні
У 2007 році залучався до складу молодіжної збірної Мексики.
У 2008 році дебютував в офіційних матчах у складі національної збірної Мексики.
У складі збірної був учасником розіграшу Золотого кубка КОНКАКАФ 2011 року у США, здобувши того року титул континентального чемпіона.

## Титули та досягнення
- Володар Золотого кубка КОНКАКАФ (1): 2011